# DDR-Meisterschaft im Straßenrennen 1974
Die DDR-Meisterschaft im Straßenrennen 1974 fand am 16. Juni in Hohenstein-Ernstthal im Landkreis Zwickau statt und wurde als Eintagesrennen ausgetragen. Es war das 26. Meisterschaftsrennen in der DDR. Sieger wurde Hans-Joachim Hartnick.

## Strecke
Das Rennen führte über 20 Runden von jeweils 8,7 Kilometern über den Sachsenring.

## Rennverlauf
85 Radrennfahrer der DDR-Leistungsklase waren am Start. Das Rennen wurde von jungen Fahrern wie Karl-Dietrich Diers, Ulrich Schorten und Dietmar Käbisch dominiert, die zahlreiche Attacken fuhren. In der 14. Runde fuhren Hans-Joachim Hartnick und Wolfgang Miersch zu einer bis dahin führenden Gruppe von neun Fahrern auf und setzten sich kurz darauf von dieser ab. Am Scheitelpunkt des Queckenberges trat Hartnick erneut an und gewann den Zielsprint deutlich vor Miersch. Es war sein erster Titel in der Leistungsklasse. Von den Mitfavoriten kam Wolfgang Wesemann auf den 11. Platz.

## Ergebnis
|     | Fahrer                | Verein                        | Zeit (h)       |
| --- | --------------------- | ----------------------------- | -------------- |
| 01. | Hans-Joachim Hartnick | SC Cottbus                    | 4:34:40        |
| 02. | Wolfgang Miersch      | SC Dynamo Berlin              | gl. Zeit       |
| 03. | Karl-Dietrich Diers   | ASK Vorwärts Frankfurt (Oder) | + 1:15 Minuten |
| 04. | Reinhard Langanke     | SC Dynamo Berlin              | gl. Zeit       |
| 05. | Bernd Fischer         | SC DHfK Leipzig               | gl. Zeit       |
| 06. | Ulrich Schorten       | SC Cottbus                    | gl. Zeit       |
| 07. | Joachim Vogel         | SC Karl-Marx-Stadt            | gl. Zeit       |
| 08. | Michael Milde         | TSC Berlin                    | gl. Zeit       |
| 09. | Heinz Richter         | SC Dynamo Berlin              | gl. Zeit       |
| 10. | Horst Brauer          | SC Dynamo Berlin              | gl. Zeit       |
| 0 … |                       |                               |                |

## Weblink
- DDR-Meisterschaft im Straßenradsport in der Datenbank von Radsportseiten.com